# 적분기호
적분기호(積分記號, 영어: integral symbol):
∫ (유니코드), {\displaystyle \displaystyle \int } (LaTeX)

는 수학에서 정적분과 원시함수를 나타낸다.

## 역사
적분기호는 1675년에 독일 수학자 고트프리트 빌헬름 라이프니츠가 사적인 문서에서 처음 표기하였다. 공적으로는 1686년 6월 학술기요에 기재된 "De Geometria Recondita et analysi indivisibilium atque infinitorum"(On a hidden geometry and analysis of indivisibles and infinites)에서 처음 사용되었다. 적분기호는 라이프니츠가 적분이 무한소들의 합(summands)인 것에 착안하여 ſ(긴 s)를 모티브로 표기하였다.

## 유니코드와 LaTeX에서의 타이포그래피

### 기본 기호
적분기호 ∫은 유니코드에서 U+222B ∫ integral이고 LaTeX에서는 \int이다. HTML에서는 &int;나&#x222b;(십육진법),  &#8747;(십진법)으로 쓴다.
적분기호 ∫은 로마자 발음기호로 쓰이는 ʃ("esh")와 유사하나 혼동해서는 안 된다.

### 확장 기호
아래는 관련된 적분기호들이다.
| 의미                | 유니코드 | 유니코드 | LaTeX                    | LaTeX             |
| ------------------- | -------- | -------- | ------------------------ | ----------------- |
| 이중적분            | ∬        | U+222C   | {\displaystyle \iint }   | \iint             |
| 삼중적분            | ∭        | U+222D   | {\displaystyle \iiint }  | \iiint            |
| 사중적분            | ⨌        | U+2A0C   | {\displaystyle \iiiint } | \iiiint           |
| 경로적분            | ∮        | U+222E   | {\displaystyle \oint }   | \oint             |
| 시계방향 적분       | ∱        | U+2231   |                          |                   |
| 반시계방향 적분     | ⨑        | U+2A11   |                          |                   |
| 시계방향 경로적분   | ∲        | U+2232   | \ointclockwise           | \varointclockwise |
| 반시계방향 경로적분 | ∳        | U+2233   | \ointclockwise           | \ointctrclockwise |
| 폐곡면적분          | ∯        | U+222F   | \oiint                   | \oiint            |
| 닫힌 체적적분       | ∰        | U+2230   | \oiint                   | \oiiint           |

## 각 언어에서의 타이포그래피

영어, 독일어, 러시아어에서의 적분기호 표기 차이

각 언어마다 적분기호 모양이 조금씩 다르다. 영어의 경우 적분기호가 오른쪽으로 약간 기울어진 데 반해 독일어에서는 수직이며, 러시아어의 경우 왼쪽으로 약간 기울어져 있다.
또한 정적분에서 구간을 표기하는 방법도 언어마다 다르다. 영어의 경우 일반적으로 구간을 적분기호 오른쪽에 나타낸다.
{\displaystyle \int _{0}^{T}f(t)\,\mathrm {d} t,\quad \int _{g(t)=a}^{g(t)=b}f(t)\,\mathrm {d} t.}
반면 독일어와 러시아어의 경우 일반적으로 구간을 적분기호 위아래에 표기한다.
{\displaystyle \int \limits _{0}^{T}f(t)\,\mathrm {d} t,\quad \int \limits _{\!\!\!\!\!g(t)=a\!\!\!\!\!}^{\!\!\!\!\!g(t)=b\!\!\!\!\!}f(t)\,\mathrm {d} t.}

## 참고 문헌
- Stewart, James (2003). 〈Integrals〉. 《Single Variable Calculus: Early Transcendentals》 5판. Belmont, California: Brooks/Cole. 381쪽. ISBN 0-534-39330-6.